# El Hakimia
El Hakimia là một đô thị thuộc tỉnh Bouira, Algérie. Dân số thời điểm năm 2002 là 2.213 người.